# Yungas út
Az Észak-Yungas út (egyéb nevei: Grove's Road, Coroico út, Camino de las Yungas, vagy Halál útja) egy 61-69 kilométeres út Bolívia Yungas megyéjében, La Paztól Coroicóig.
Híres a rendkívüli veszélyességéről, ezért 1995-ben az Inter-American Development Bank a világ legveszélyesebb útjának nevezte el. Egy becslés szerint évente 200-300 ember veszti életét itt. Éppen ezért számos keresztet helyeztek az út szélére, azokon a helyeken ahol az autók a szakadékba zuhantak. Az ország más útjaitól eltérően ezen az úton bal oldali közlekedést követnek, hogy az út szélét, és a szakadékot a vezető jobban lássa.
A Dél-Yungas út (Chulumani út) összeköti La Pazt és Chulumanit. 64 km-re keletre van La Paztól és közel olyan veszélyes, mint északi társa.
Sok esetben tévesen a kínai Kuoliang-alagút fényképét tüntetik fel Yungas út néven.

## Útileírás

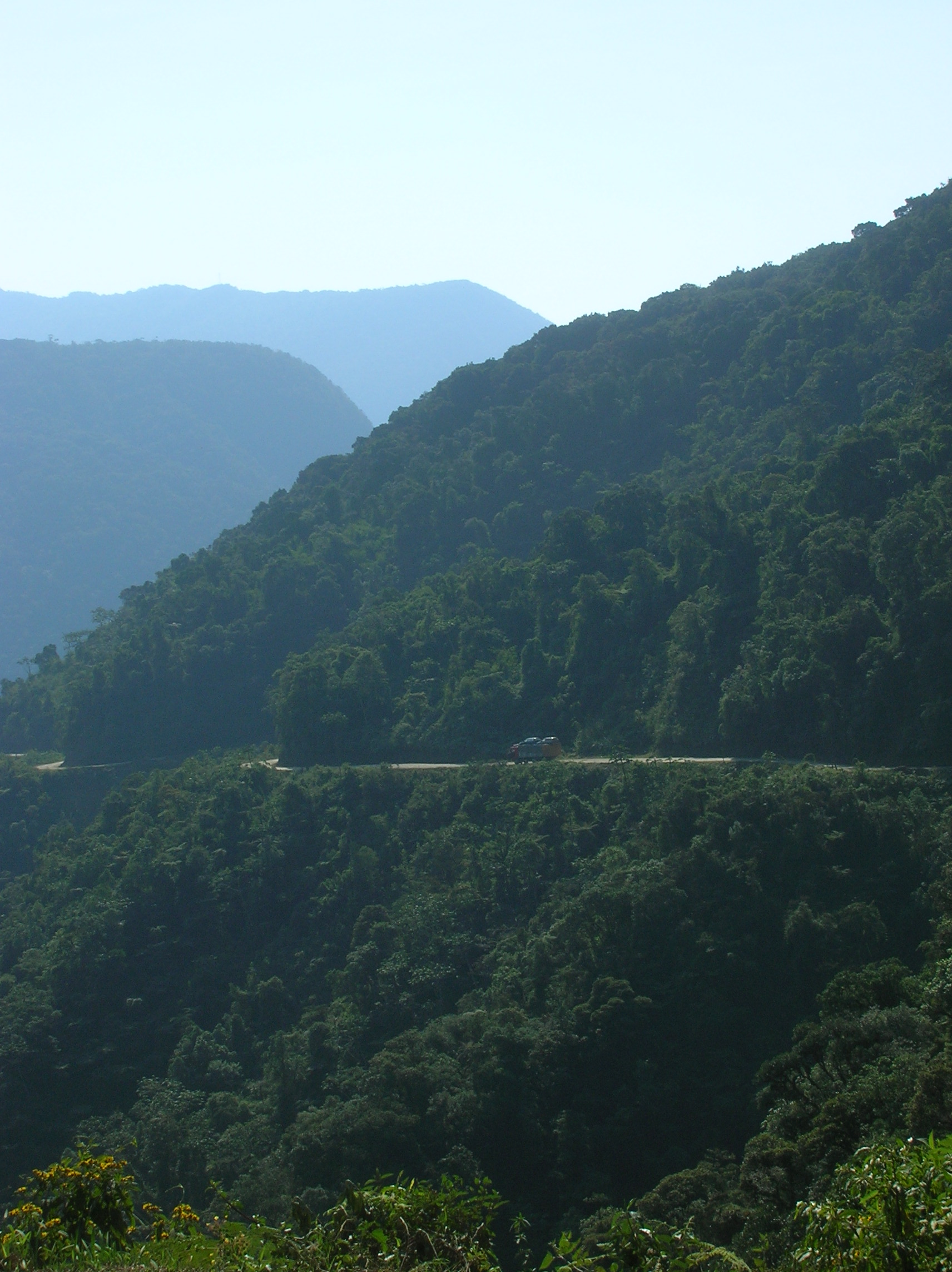
Az út az esőerdőhöz ér

Azon kevés útvonalak közé tartozik, amelyek összekötik az észak-bolíviai Yungas régiót az ország fővárosával. La Pazt elhagyva az út először 4650 méteres tengerszint feletti magasságba emelkedik a La Cumbre-hágónál, majd leereszkedik 1200 méterre Coroico városánál. A hűvös magasföldi vidékről gyorsan átjutunk az Amazonas esőerdő területére, ahol az út elképesztően meredek sziklák tetején kanyarog. Az extrém lejtés miatt legalább 600 méteren keresztül az „ösvény” szélessége nem haladja meg a 3,2 métert, ráadásul a védőkorlát hiánya miatt nagyon veszélyes, sőt, eső, köd és por korlátozhatja a látási viszonyokat. Sok helyen a felszín sáros és laza. Egy helyi szabály meghatározza, hogy a lefelé ereszkedő sofőröknek soha sincs elsőbbségük, és mindig az út külső szélén kell haladniuk. Ez arra kényszeríti a gyorsabb járműveket, hogy lelassítsanak vagy ha kell meg is álljanak és biztonságosan lejussanak. A járműveknek a bal oldalon kell haladniuk, szemben a Bolíviában megszokott jobb oldaltól. Ez arra szolgál, hogy a bal kormányos autók sofőrjei jobban lássák a szakadék széle és az autó kereke közt lévő távolságot.

## Vonzerő
Ironikusan az út veszélyessége miatt vált kedvelt úti céllá a ‘90-es években. A hegyi kerékpározás rajongóinak kedvenc helye, mert nagyon meredek, és lefelé haladva 64 km-en keresztül egy aprócska emelkedőt leszámítva, csak lejtők vannak. Mostanság sok utazásszervező kínál útmutatókat, közlekedési lehetőségeket és felszerelést. Emellett persze a hely roppant veszélyes marad - 1998 óta legalább 18 kerékpáros halt meg.
A BBC műsorában, a Top Gear: Bolívia különkiadás részben (14. évad, 6. rész) a műsorvezetők 1610 kilométert tettek meg a bolíviai esőerdőktől egészen a Csendes-óceánig. A veszélyesség a műsorban kitűnően látszott, mikor Jeremy Clarkson Range Roverje alatt egyszer csak elkezdett hullani a föld, miközben egy szembejövő autót próbált kikerülni a szűk úton.
Az első film, ami valaha is a Yungas úton készült, egy Mitsubishi Outlander televíziós reklám volt.
A Kamionnal a halálutakon második évadjának egyik részében hat észak-amerikai kamionsofőr vontatja végig rakományát a szakadék peremén.

## Történelem

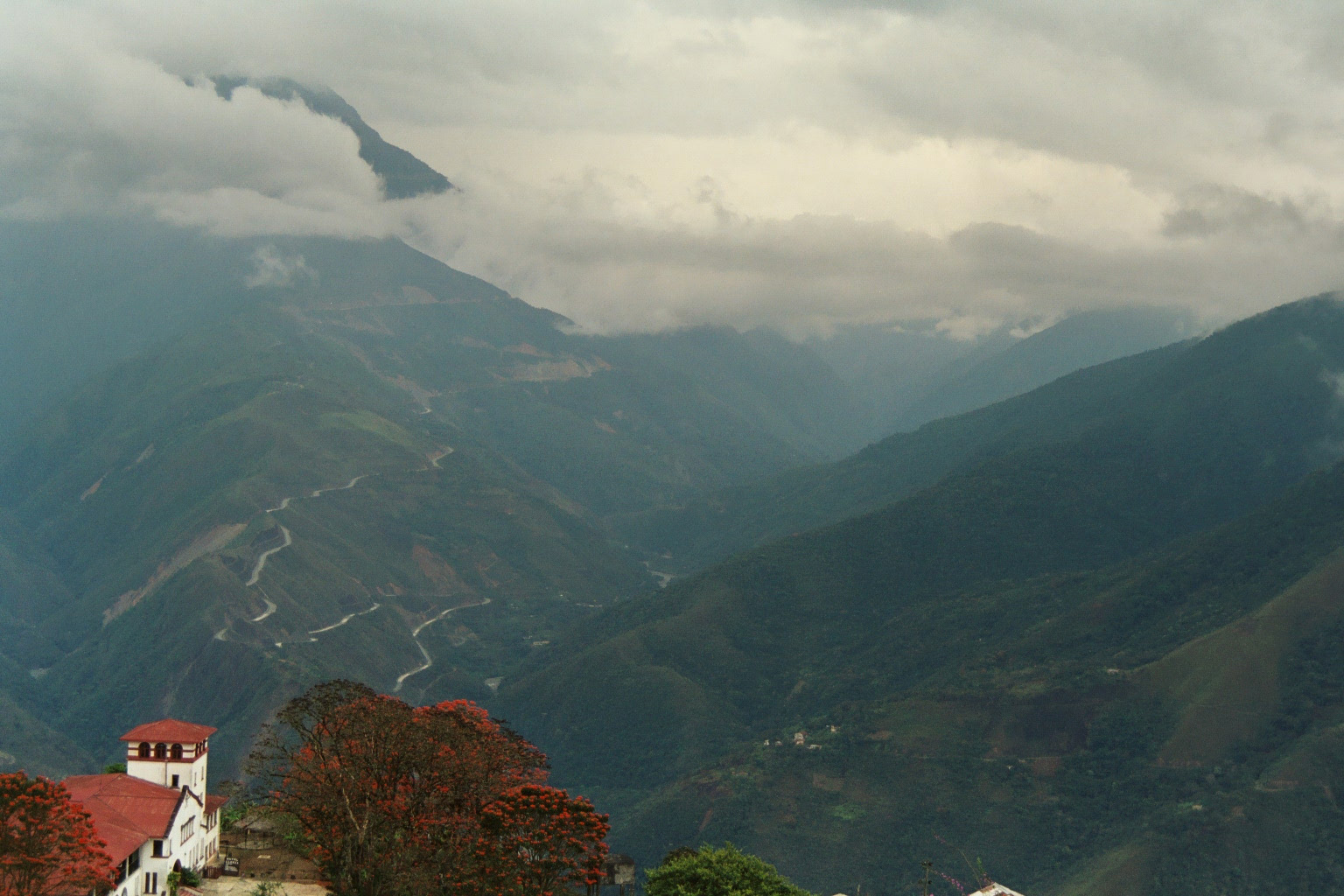
Az új-Yungas út Coroicóból nézve

Az utat az 1930-as években paraguayi foglyok építették, a Chaco-háború ideje alatt. Egy 20 éves periódus folyamán modernizálták, ami 2006-ban ért véget. A modernizálás az úttest bővítéséből (egy vagy két sávosra), aszfaltozott útburkolat építéséből valamint egy új szakasz építéséből állt Chusquipata és Yolosa közt, megkerülve az öreg északi oldal egyik legveszélyesebb részét. Ez az új szakasz rendelkezik modern kiegészítőkkel (hidak, vízelvezetés stb.), több sávval, útburkolattal, védőkorláttal, és még sok mással, ami jelentősen biztonságosabbá teszi a régi útvonalhoz képest.
Az eredeti Észak-Yungas utat manapság egyre kevésbé használják közlekedésre, habár az izgalom és a kaland miatt idelátogatók száma egyre nő.
1983. július 24-én egy autóbusz a szakadékba fordult, több mint 100 utas halálát előidézve. Ez Bolívia történetének legsúlyosabb balesete volt.

## Fordítás
Ez a szócikk részben vagy egészben  a   Yungas Road című angol Wikipédia-szócikk ezen változatának fordításán alapul.  Az eredeti cikk szerkesztőit annak laptörténete sorolja fel. Ez a jelzés csupán a megfogalmazás eredetét és a szerzői jogokat jelzi, nem szolgál a cikkben szereplő információk forrásmegjelöléseként.